# Bailee Madison
Bailee Madison (sinh ngày 15 tháng 10 năm 1999) là một nữ diễn viên người Mỹ. Cô được biết đến với vai diễn trong Bridge to Terabithia trong đó cô đóng vai May Belle Aarons, em gái của Jesse Aarons và vai diễn Bạch Tuyết trong series Once Upon a Time (Ngày xửa ngày xưa) trên kênh truyền hình ABC. Madison cũng đóng vai chính trong bộ phim kinh dị Do not Be Afraid of the Dark khi vào vai Sallie Hurst, vai Maggie khi diễn xuất cùng Adam Sandler và Jennifer Aniston trong phim Cô vợ hờ. Cô cũng vào vai Harper, một cô con gái lớn trong một gia đình yêu thương nhưng rất nghiệm ngặt trong Parental Guidance.

## Các bộ phim đã tham gia

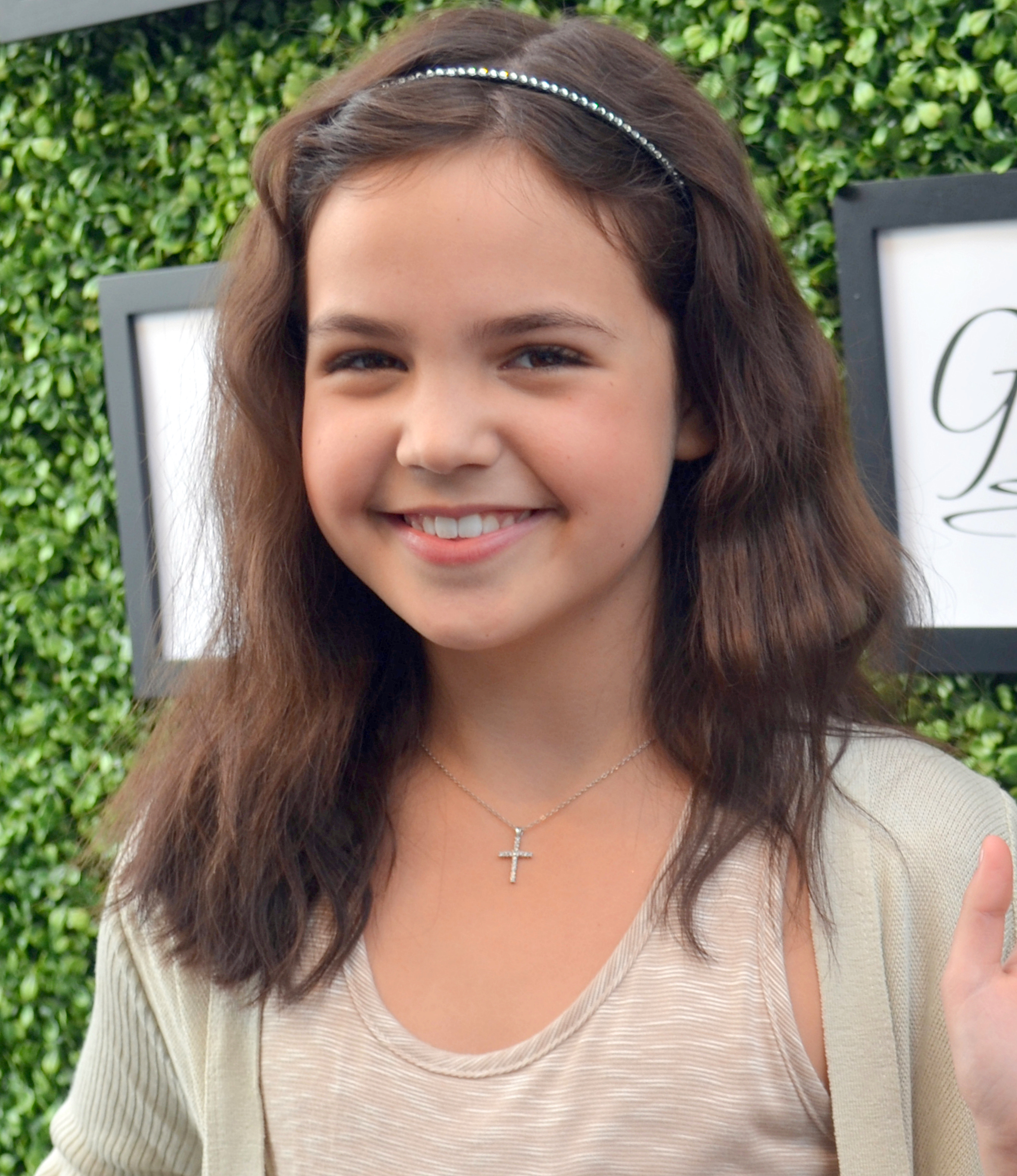
Madison tại Golden Globes Gift Lounge vào ngày 14 tháng 1 năm 2012

| Năm       | Tiêu đề                                 | Vai diễn                | Ghi chú                                                |
| --------- | --------------------------------------- | ----------------------- | ------------------------------------------------------ |
| 2006      | Lonely Hearts                           | Rainelle Downing        |                                                        |
| 2007      | CSI: NY                                 | Rose Duncan             | Television series (Episode "Boo")                      |
| 2007      | House                                   | Lucy                    | Television series (Episode "Act Your Age")             |
| 2007      | Unfabulous                              | Young Addie Singer      | Television series (Episode "The Test")                 |
| 2007      | Unfabulous                              | Young Addie Singer      | Television series (Episode "The Birthday")             |
| 2007      | Cory in the House                       | Maya                    | Television series (Episode "Mall of Confusion")        |
| 2007      | Cory in the House                       | Maya                    | Television series (Episode "I Ain't Got Rhythm")       |
| 2007      | Bridge to Terabithia                    | May Belle Aarons        | Main Character                                         |
| 2007      | Saving Sarah Cain                       | Hannah Cottrell         | Television movie                                       |
| 2007      | The Last Day of Summer                  | Maxine                  | Television movie                                       |
| 2007      | Look                                    | Megan                   |                                                        |
| 2008      | Terminator: The Sarah Connor Chronicles | Little Girl             | Television series (Episode "What He Beheld")           |
| 2008      | Phoebe in Wonderland                    | Olivia Lichten          |                                                        |
| 2008      | Merry Christmas, Drake & Josh           | Mary Alice Johansson    | Television movie                                       |
| 2009      | Brothers                                | Isabelle Cahill         |                                                        |
| 2010      | An Invisible Sign                       | Young Mona Gray         |                                                        |
| 2010      | Conviction                              | Young Betty Anne Waters |                                                        |
| 2010      | Letters to God                          | Samantha Perryfield     |                                                        |
| 2010      | Law & Order: Special Victims Unit       | Mackenzie Burton        | Television series (Episode "Locum")                    |
| 2010      | Hubworld                                | Herself                 | [ 5 ]                                                  |
| 2010      | R.L. Stine's The Haunting Hour          | Lilly Carbo             | Television series (Episode "Really You, Part 1")       |
| 2010      | R.L. Stine's The Haunting Hour          | Lilly Carbo             | Television series (Episode "Really You, Part 2")       |
| 2011      | R.L. Stine's The Haunting Hour          | Jenny                   | Television series (Episode "Scarecrow")                |
| 2011      | Wizards of Waverly Place                | Maxine Russo            | Recurring role; 6 episodes (Season 4)                  |
| 2011      | Chase                                   | Zoe                     | Television series (Episode "Father Figure")            |
| 2011      | Just Go With It                         | Maggie Murphy           |                                                        |
| 2011      | Don't Be Afraid of the Dark             | Sally Hurst             |                                                        |
| 2011      | 25 Hill                                 | Kate Slater             | Cameo appearance                                       |
| 2011      | Powers                                  | Calista                 | Television Pilot                                       |
| 2012      | Cowgirls n' Angels                      | Ida Clayton             | [ 9 ]                                                  |
| 2012      | A Taste of Romance                      | Hannah Callahan         | Television movie                                       |
| 2012      | Smart Cookies                           | Daisy                   | Television movie                                       |
| 2012      | Parental Guidance                       | Harper Simmons          |                                                        |
| 2012      | Monica                                  | Monica                  | Voice role, Short Animation Film                       |
| 2012      | R.L. Stine's The Haunting Hour          | Becky                   | Television series (Episode "The Girl in the Painting") |
| 2012      | Once Upon a Time                        | Young Snow White        | Television series (Episode "The Stable Boy")           |
| 2012      | Once Upon a Time                        | Young Snow White        | Television series (Episode "We Are Both")              |
| 2013      | Once Upon a Time                        | Young Snow White        | Television series (Episode "The Queen Is Dead")        |
| 2013      | Holliston                               | Bailee                  | Television series (Episode "Rock the Cradle")          |
| 2013      | The Magic Bracelet                      | Ashley                  | Short Film                                             |
| 2013      | Half                                    | Riley Young             | Television movie                                       |
| 2013      | Pete's Christmas                        | Katie                   | Television movie                                       |
| 2013      | Trophy Wife                             | Hillary Harrison        | Television series (Series Regular)                     |
| 2014–2016 | The Fosters                             | Sophia Quinn            | Television series (Recurring Role; Season 2)           |
| 2014      | Northpole                               | Clementine              | Television movie                                       |
| 2015–2021 | Good Witch                              | Grace Russell           | Television series                                      |
| 2015      | Northpole 2                             | Clementine              | Television movie                                       |
| 2015      | Mulaney                                 | Ruby                    | Television series (Episode "Ruby")                     |

## Giải thưởng và đề cử
| Giải                       | Năm  | Hạng mục                                                                         | Kết quả   | Vai diễn                                      |
| -------------------------- | ---- | -------------------------------------------------------------------------------- | --------- | --------------------------------------------- |
| Young Artist Award         | 2008 | Best Performance in a Feature Film Young Actress Age Ten or Younger              | Đoạt giải | May Belle Aarons trong Bridge to Terabithia   |
| Young Artist Award         | 2008 | Best Performance in a Feature Film – Young Ensemble Cast                         | Đoạt giải | May Belle Aarons trong Bridge to Terabithia   |
| Young Artist Award         | 2008 | Best Performance in a TV Series Guest Starring Young Actress                     | Đề cử     | Lucy trong House                              |
| Young Artist Award         | 2008 | Best Performance in a TV Movie, Miniseries or Special – Supporting Young Actress | Đoạt giải | Maxine trong The Last Day of Summer           |
| MovieGuide Awards          | 2008 | Most Inspirational Television Acting                                             | Đoạt giải | Hannah Cottrell trong Saving Sarah Cain       |
| BFCA Critics' Choice Award | 2010 | Best Young Actress                                                               | Đề cử     | Isabelle Cahill trong Brothers                |
| Saturn Award               | 2010 | Best Performance by a Younger Actor                                              | Đề cử     | Isabelle Cahill trong Brothers                |
| Young Artist Award         | 2011 | Best Performance in a Feature Film (Leading Young Actress Ten and Under)         | Đề cử     | Young Mona Gray trong An Invisible Sign       |
| Youth Rock Awards          | 2011 | Rockin' Child Performer (TV/ Film)                                               | Đề cử     | Sally Hirst trong Don't Be Afraid of the Dark |
| Fangoria Chainsaw Awards   | 2012 | Best Actress                                                                     | Đề cử     | Sally Hirst trong Don't Be Afraid of the Dark |
| Young Artist Award         | 2012 | Best Performance in a Feature Film – Supporting Young Actress                    | Đề cử     | Maggie Murphy trong Just Go With It           |
| Young Artist Award         | 2013 | Best Performance in a Feature Film – Young Ensemble Cast                         | Đề cử     | Harper Simmons trong Parental Guidance        |